# Wyoming (Michigan)
Wyoming è una città degli Stati Uniti d'America, nella contea di Kent, nello Stato del Michigan.
È il maggiore sobborgo di Grand Rapids.